# Hamatoscalpellum californicum
Hamatoscalpellum californicum är en kräftdjursart som först beskrevs av Henry Augustus Pilsbry 1907.  Hamatoscalpellum californicum ingår i släktet Hamatoscalpellum och familjen Scalpellidae. Inga underarter finns listade i Catalogue of Life.